# Hoogheemraadschap van de Alblasserwaard en de Landen van Arkel beneden de Zouwe
Het Hoogheemraadschap van de Alblasserwaard en de Landen van Arkel beneden de Zouwe was een waterschap in de Alblasserwaard in de provincie Zuid-Holland.
Het waterschap was verantwoordelijk voor de waterhuishouding in in het gebied en de bescherming van het land tegen overstroming. Het hoogheemraadschap was gevestigd in Ameide.

## Geschiedenis
Het waterschap is in 1947 ontstaan uit een fusie van de volgende waterschappen:
- Hoogheemraadschap van de Alblasserwaard
- Hoogheemraadschap van de Landen van Arkel beneden de Zouwe